# 阿克蘇-扎巴格雷自然保護區

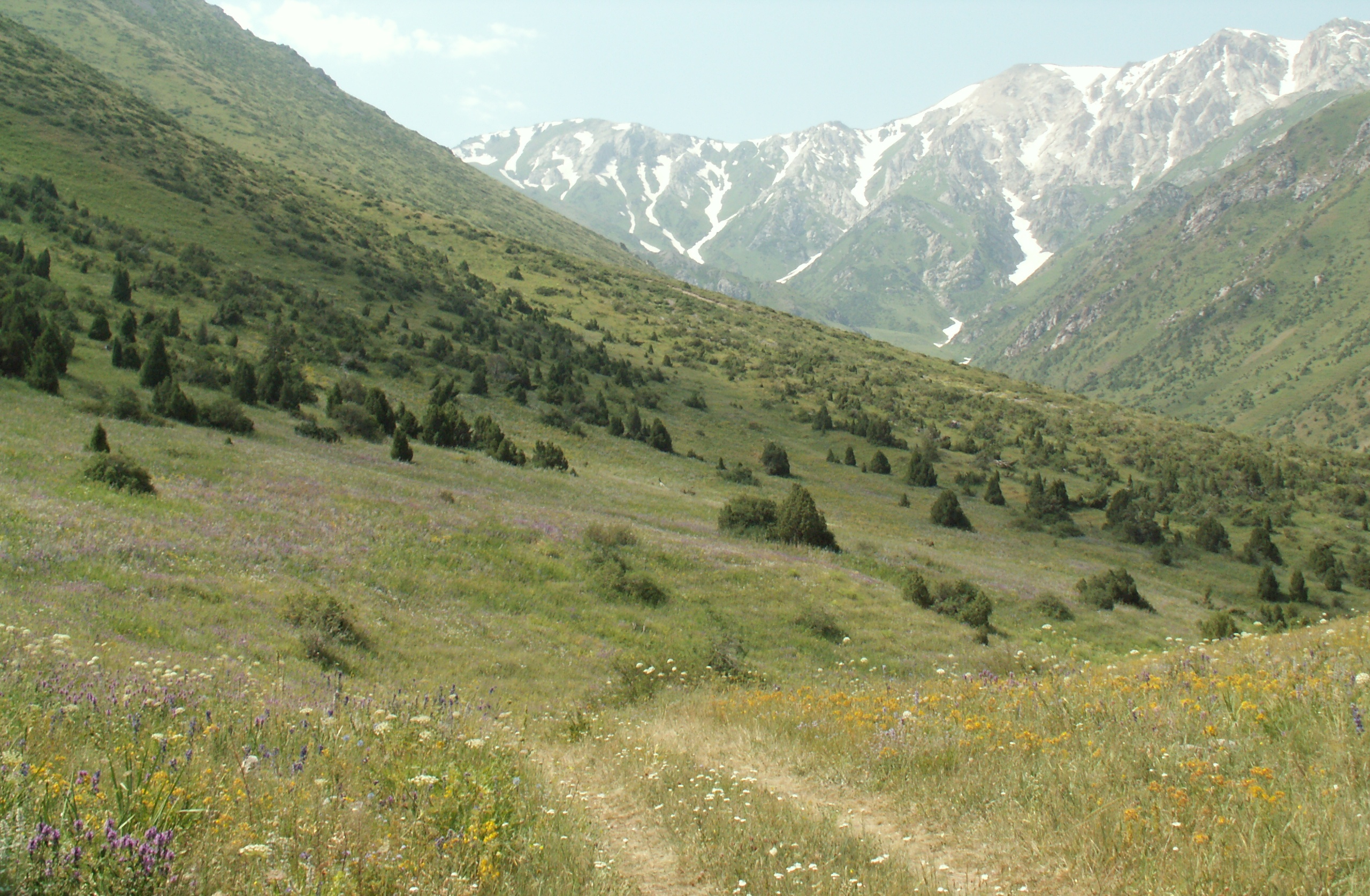
扎巴格雷山脈中，位於Kshi與Ulken Kaindy河之間的高原。

阿克蘇-扎巴格雷自然保護區，又译阿克苏-贾巴格林斯基自然保护区（俄语：Aксу-Жабаглинский заповедник），是中亞一處歷史悠久的自然保護區，其成立於1926年，坐落在天山山脈西北部一帶，由哈薩克南哈薩克斯坦州管轄。其名來自保護區內最大的河流－阿克蘇河，以及保護區北邊的主要山脈－扎巴格雷山脈。2002年，阿克蘇-扎巴格雷自然保護區被列入哈薩克世界遺產名錄預選名單。

## 地里位置
阿克蘇-扎巴格雷自然保護區位於西部天山山脈的塔拉斯阿拉套山（Talasskiy Alatau）西部，此處為吉爾吉斯與哈薩克的東邊國界，南邊則是與烏茲別克分界的Maidantal河谷。保護區的西邊外部為繞著克孜勒库姆沙漠，北邊則是卡拉套山。天山山脈從東方橫越保護區，延伸至保護區的南方，經過南哈薩克斯坦州的Tyul’kubaskiy-與Lengerskiy-Rayon。本自然保護區面積達131.934公頃（326.02英畝），平均海拔高度從1,100至4,236（3,609至13,898英尺）不等。園區內主要的山脈有北部的扎巴格雷山（Zhabagly）、中部的塔拉斯山、南部的贝尔黛尔拜克山（Baldybrektau）和Ugamskiy Alatau。多山的地形形成許多陡峭的山坡和平緩的高原。這些山脈由Jabagly、阿克蘇河（Aksu）、贝尔黛尔拜克河劃分，而這些河流全部向西匯入錫爾河，然後流入鹹海。阿克蘇河流經此處時，形成了500（1,600英尺）深的阿克蘇峽谷，要前往保護區南邊只能從狹窄的人行橋上跨越峽谷而過。

## 地質
古生代石灰岩、白雲石和碳質凝灰岩是保護區內床岩最主要的組成成分。一層厚厚的黃土堆積在高原和山腳下，但二疊紀時代的矽質岩漿組成的床岩在此區卻很少出現。

## 植物相與植披
阿克蘇-扎巴格雷自然保護區內目前共發現1312種維管束植物，其中一些大型的植物種類包括黃芪、頂冰花屬、蔥屬、薹草屬、棘豆屬等。此區有44種珍稀植物被列入國際自然保護聯盟瀕危物種紅色名錄，包括野蘋果、釀酒葡萄、以及一部分的野鬱金香物種（如小红帽鬱金香（Tulipa greigii））。園區內地勢較低的區域覆蓋著半沙漠、灌木叢、草原等植披，在春季時期時，多樣化的植披形成一豐富多彩的大地。山地區域散布著鞍檜尖柏檜與天山圓柏等刺柏屬組成的森林相，以及歐洲西伯利亞和中亞植物系組成的草甸，將整個山區地帶裝飾成天然的馬賽克。阿克蘇峽谷有一些森林碎片與Malus sieversii和土耳其斯坦楓葉（Acer turkestanicum）。阿克蘇峽谷一帶散布稀疏的森林，森林組成成分包括野蘋果與挪威楓屬的土耳其楓（Turkestan Maple）等。在:亞高山帶和高山帶，分布著草甸、高草本植物、Onobrychis echidna等葉柄植物群、以及黑花薹草與波斯嵩草組成的矮草原群。柳樹與樺木屬林主要沿著河流分布，並常常出現碎石坡植被，此處有著稀有的寬葉蔥、威爾莫特鳶尾、土耳其鬱金香（Tulipa kaufmanniana）等物種。

## 動物相
保護區內目前有44種哺乳動物因高度瀕危而被列入國際自然保護聯盟瀕危物種紅色名錄。保護區內最顯著的動物是雪豹，但在觀察上因較稀少而少有被人類發現。保護區難較常見的物種有喜瑪拉雅棕熊、天山盤羊（學名：Ovis ammon karelini）、印度豪豬（學名：Hystrix indica）、 明氏旱獺等。

## 外部連結
- 阿克蘇-扎巴格雷自然保護區官方網站 （页面存档备份，存于）—（英文）